# Oude Toren (Baardwijk)

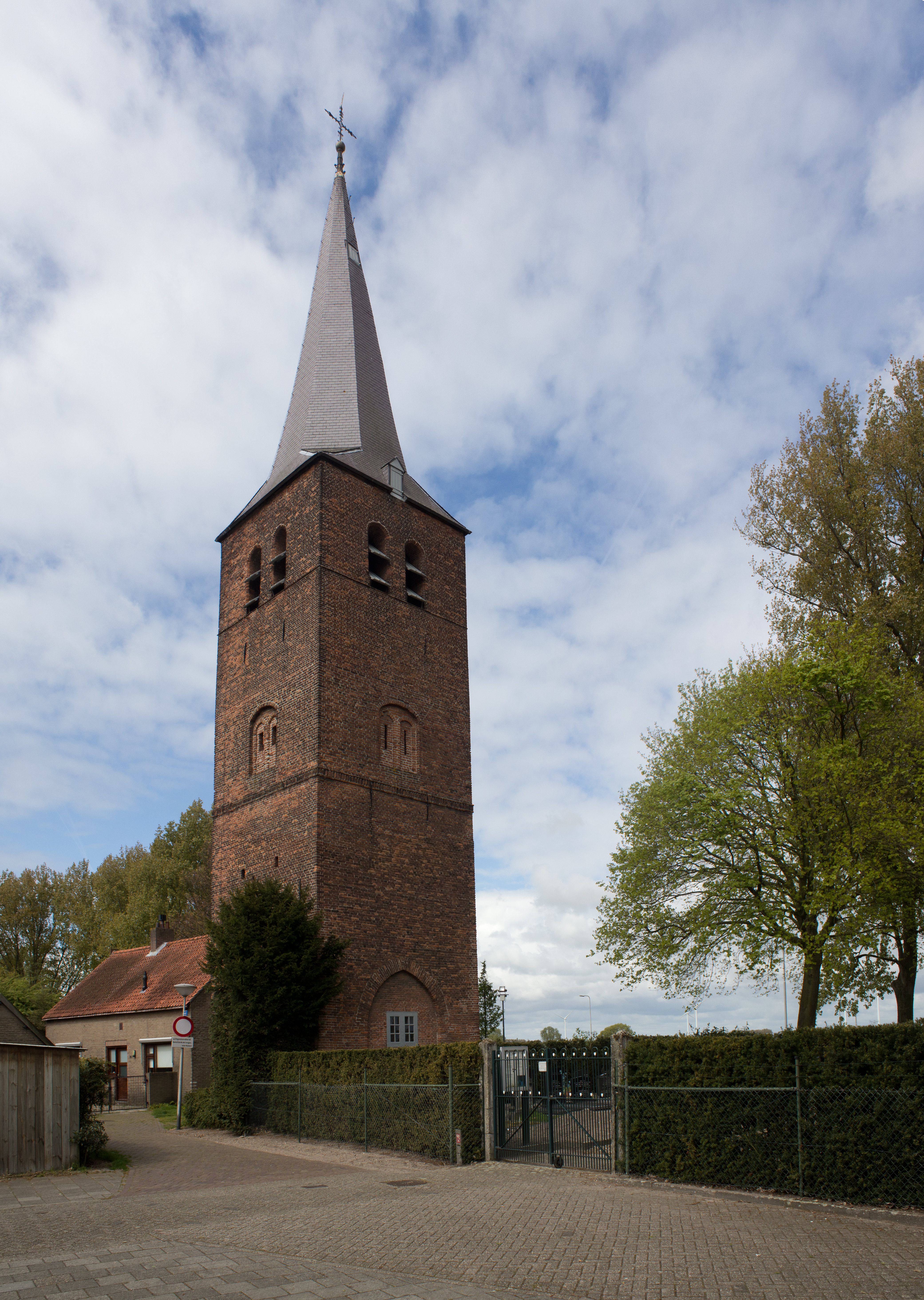
De Oude Toren in 2017

De Oude Toren is een alleenstaande kerktoren in de tot de Noord-Brabantse gemeente Waalwijk behorende plaats Baardwijk. De toren is gelegen aan de Winterdijk 58, en is het restant van een eerdere kerk.

## Geschiedenis
De parochie in Baardwijk werd in 1272 gesticht. Er was toen een kapel die verheven werd tot parochiekerk. Niet lang daarna moet er een stenen kerk zijn gebouwd. 
De laatromaanse toren dateert van omstreeks 1300. Deze toren werd in de 15e eeuw verhoogd met een klokkenverdieping en een ingesnoerde naaldspits. In diezelfde eeuw werd een gotisch schip gebouwd.
In 1610 werd de kerk hervormd. Hoewel de katholieken het gebouw in 1809 terug hadden kunnen krijgen, is dat niet gebeurd.  De kerk bleef hervormd tot 1911. Toen was het gebouw zo bouwvallig geworden dat het werd gesloopt. Alleen de toren bleef behouden. 
Er werd een nieuwe hervormde kerk gebouwd. Waar het schip van de kerk zich bevond, werd het omringende kerkhof uitgebreid.